# ユゼフ・アレクサンデル・ルボミルスキ
ユゼフ・アレクサンデル・ルボミルスキ（Józef Aleksander Lubomirski, 1751年 - 1817年7月）は、ポーランド・リトアニア共和国の貴族。ルボミルスキ家の公（侯爵（Fürst）/公爵（książę））。ポーランド軍の陸軍中将、キエフ城代を務めた。

## 生涯
スタニスワフ・ルボミルスキ公の次男で、ルフネ（現在のウクライナ領リウネ州リウネ）の所領を相続した。1774年よりロマヌフ（現在のヴィエルコポルスカ県クロトシン郡）の代官となり、1790年にキエフ城代となった。軍隊においても、1786年よりポーランド軍の第12軽騎兵連隊、第5軽騎兵連隊の連隊長を務め、1792年には中将に昇進した。1791年の5月3日憲法成立時には4年議会の国会議員としてこれを支持したが、憲法護持のために戦うことには消極的で、病気と称して参加しようとしなかった。翌1792年の護憲戦争ではカミェニェツ・ポドルスキ（現ウクライナ領フメリニツキー州カームヤネツィ＝ポジーリシクィイ）駐屯の第4師団の司令官に着任したものの、軍指揮の能力不足から後退を続けた。
共和国で最も裕福なマグナート層に属しており、開明的でポーランドの産業化にも関心を持ち、コジェツ（現ウクライナ領リウネ州コレツ）で製陶工場を経営していた。フリーメイソンとしての活動に熱心だったほか、聖フーベルト勲章、聖スタニスワフ勲章、白鷲勲章を受章していた。1776年、ルドヴィカ・ソスノフスカ（1751年 - 1836年）と結婚し、間に4男2女の6人の子女をもうけた。妻のルドヴィカは娘時代、タデウシュ・コシチュシュコの恋人であった。長男のヘンリク・ルボミルスキ（1777年 - 1850年）は文化人として活動した。